# Reino de Ryūkyū

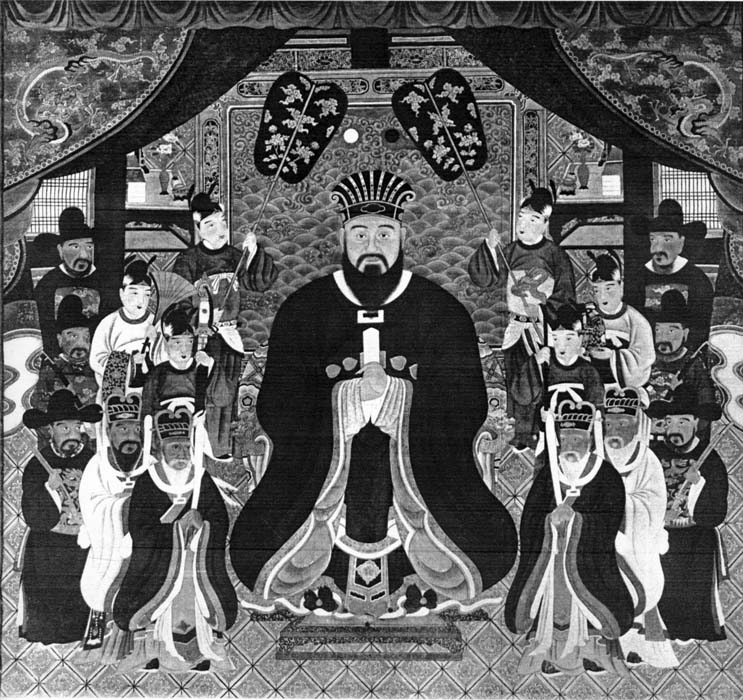
Rey Sho Shin (1465-1526), 尚真王.

El Reino de Ryūkyū (en okinawense, 琉球王國, Ryūkyū ōkoku) fue un reino independiente que gobernó la mayoría de las islas Ryūkyū (al sur de Japón) desde el siglo XIV al siglo XIX. Los reyes ryukyuenses unificaron la isla de Okinawa y extendieron el reino a las islas Amami (en la actual prefectura de Kagoshima) e islas Yaeyama junto a Taiwán. A pesar de su pequeño tamaño, el reino jugó un papel central en las redes de comercio marítimo del este y del sureste de Asia en la época medieval.

## Historia

### Orígenes del reino
En el siglo XIV, varios pequeños dominios en la isla de Okinawa fueron unificados en tres regiones: Hokuzan (北山?  Montaña Septentrional), Chūzan (中山?  Montaña Central) y Nanzan (南山?  Montaña Meridional). Estos eran conocidos como los Tres Reinos; era el período Sanzan (三山, Tres Montañas).[cita requerida]
Hokuzan, que constituía la mayor parte de la mitad norte de la isla, era la mayor en superficie, y militarmente poderosa, pero la más débil económicamente de las tres. Nanzan comprendía la porción sur de la isla. Chūzan quedaba en el centro de la isla, y era la más fuerte en términos económicos. Su capital política era Shuri, vecina al gran puerto de comercio de Naha y al tradicional centro de aprendizaje chino, Kumemura. Estos lugares, y Chūzan en su totalidad, seguirían formando el centro de Reino de Ryūkyū hasta su caída.[cita requerida]
A petición del rey ryukyuense, los chinos Ming enviaron treinta y seis familias chinas desde Fujian para gestionar los negocios oceánicos en el reino en 1392, durante el reinado del emperador Hongwu. Muchos funcionarios de ryukyuenses descendían de estos inmigrantes chinos, habían nacido en China o tenían abuelos chinos. Ayudaron a los habitantes ryukyuenses a mejorar su tecnología y sus relaciones diplomáticas. El 30 de enero de 1406, el emperador Yongle expresó su horror cuando los ryukyuenses castraron a algunos de sus propios hijos para convertirlos en eunucos para servir en el palacio imperial Ming. El emperador Yongle dijo que los niños que fueron castrados eran inocentes y no merecían la castración, los devolvió a Ryūkyū y ordenó al reino que no volviera a enviar eunucos.
Estas tres regiones, o federaciones tribales, dirigidas por caciques, batallaron, saliendo victoriosa Chūzan, y siendo sus líderes reconocidos oficialmente por China como reyes de derecho sobre los de Nanzan y Hokuzan, dando así una enorme legitimación a los que proclamaban dicho derecho, si bien no la victoria directa. El gobernador de Chūzan pasó su trono al rey Hashi; Hashi conquistó Hokuzan en 1416 y Nanzan en 1429, unificando la isla de Okinawa por primera vez, y fundando la primera dinastía Shō. Hashi recibió el sobrenombre Shang por parte del emperador Ming en 1421, llegando a ser conocido como Shang Bazhi (尚巴志).[cita requerida]
Shang Bazhi adoptó el sistema jerárquico de la corte china, construyó el Castillo de Shuri y su ciudad como la capital, así como el puerto de Naha. En 1469, el rey Shō Toku murió sin heredero varón; un sirviente palatino, llamado Kanemaru Uchima, declaró ser el hijo adoptivo de Toku y logró la investidura china. Este pretendiente, quien adoptó el nombre de Shō En, empezó la Segunda Dinastía Shō. La edad dorada de Ryūkyū tuvo lugar durante el reinado de Shō Shin, el segundo rey de esa dinastía. que reinó de 1478 a 1526.[cita requerida]
El reino extendió su autoridad sobre las islas meridionales del archipiélago Ryūkyū alrededor del final del siglo XV, y sobre 1571, hasta las islas Amami Ōshima, (al norte, cerca de Kyūshū), islas que se incorporaron al reino junto a Matsuda. Mientras en las islas Amami-Ōshima el sistema político del reino era adoptado y la autoridad de Shuri era reconocida, la autoridad real sobre las islas Sakishima, al sur, se mantuvo durante siglos a un nivel de relación de tributaje.

### Edad dorada del comercio marítimo
Por cerca de 200 años, el Reino de Ryūkyū figuraría como elemento clave en el comercio marítimo con Asia Suroriental y Oriental. Para las actividades marítimas del reino era importante la relación de tributaje hacia la Dinastía Ming, relación comenzada por Chūzan en 1372, y disfrutada por los tres reinos okinawenses precedentes. China proveía de barcos a Ryūkyū para sus actividades comerciales, permitía a un número limitado de ryukyuenses estudiar en la Academia Imperial en Pekín, y reconocía formalmente la autoridad del rey de Chūzan, permitiendo al reino comerciar oficialmente en los puertos Ming. Los barcos ryukyuenses, de este modo, comerciaban en puertos por toda la región, haciendo escala en puertos en Corea, China, Siam, Malaca, el Java, el Sumatra, la Annam (Vietnam), el Pattani, y Palembang, entre otros de la región.
Productos japoneses -plata, espadas, abanicos, laca, biombos- y chinos -hierbas medicinales, monedas mentoladas, cerámicas, brocado, textiles- eran intercambiados por productos de Asia Suroriental -madera de sampán, cuerno de rinoceronte, latón, azúcar, hierro, ámbar gris, marfil indio e incienso árabe. Asimismo, 150 viajes entre el reino y Asia del Sureste en barcos ryukyuenses fueron anotados en el Rekidai Hōan, un registro oficial de documentos diplomáticos recogidos por el reino, habiendo tenido lugar entre 1424 y 1630, con 61 de ellos dirigidos a Siam, 10 a Malacca, 10 a Pattani y 8 a Java, entre otros.
La política china del Haijin (海禁, "prohibiciones del mar"), que limitaba el comercio con China a los estados tributarios y a aquellos con autorización formal, junto al trato preferencial dado a Ryūkyū por parte de la corte Ming, facilitó al reino florecer y prosperar durante aproximadamente 150 años. En el tardío siglo XVI, en cambio, la prosperidad comercial del reino cayó en declive. La amenaza de los wokou ("piratas japoneses") entre otros factores llevó a la pérdida gradual del trato preferente a China; el reino también sufrió la competencia europea en el comercio marítimo.

### Invasión japonesa y subordinación

El edificio principal del castillo Shuri

Alrededor de 1590, Toyotomi Hideyoshi pidió al reino Ryūkyū ayuda en su campaña para conquistar Corea. Si tuviese éxito, Hideyoshi intentaría entonces ir contra China. Como el Reino Ryūkyū era un estado tributario de la dinastía Ming, la proposición fue rechazada. El Shogunato Tokugawa que siguió a la caída de Hideyoshi autorizó a la familia Shimazu—daimyo del  han Satsuma (moderna  prefectura de Kagoshima)— para mandar una fuerza expedicionaria a conquistar a los Ryūkyūs. La subsecuente invasión de Ryukyu tuvo lugar en 1609.
La ocupación se efectuó con rapidez, con una resistencia armada mínima, y el rey Shō Nei fue tomado como prisionero y llevado al domino de los Satsuma, y más tarde a Edo, la moderna Tokio. Cuando fue liberado dos años más tarde, el reino Ryūkyū recuperó un grado de autonomía; sin embargo, Satsuma se hizo con el control de algo del territorio del reino Ryūkyū, principalmente las islas Amami-Ōshima, que fueron incorporadas al dominio Satsuma y, a día de hoy, continúan siendo parte de la prefectura de Kagoshima, y no de la de Okinawa.[cita requerida]
El reino Ryūkyū se encontraba en un período de subordinación dual a Japón y China, dado que las relaciones ryukyuenses eran mantenidas tanto con el shogunato Tokugawa como con la dinastía Ming. Desde que China prohibió el comercio con Japón, el dominio Satsuma, con la bendición del bakufu (shogunato) Tokugawa, utilizó las relaciones comerciales tradicionales del reino Ryūkyū para continuar manteniendo relaciones comerciales con China a través de él. Considerando que Japón había entablado previamente lazos con la mayor parte de los países europeos excepto con la Compañía Holandesa de las Indias Orientales, dichas relaciones comerciales mostraron ser cruciales para el bakufu Tokugawa y el han Satsuma, que usarían el poder e influencia así ganados para ayudar a derrocar al shogunato en la década de 1860.[cita requerida]
El reino de Ryūkyū era vasallo del daimyo Satsuma, pero estas tierras no eran consideradas parte de ninguna división administrativa o han: hasta la anexión oficial de las islas y la abolición del reino en 1879, los ryukyuenses no fueron considerados japoneses. Aunque técnicamente bajo el control de Satsuma, a Ryūkyū se le dio un alto grado de autonomía, para mejor servir a los intereses del daimyo Satsuma y los del shogunato, comerciando con China. Ryūkyū era un estado tributario de China, y dado que Japón no tenía relaciones diplomáticas oficiales con China, era esencial que Pekín no se diese cuenta de que Ryūkyū era controlado por Japón. De este modo, irónicamente, Satsuma -y el shogunato— estaba obligado a mantener las manos fuera de cualquier acción relativa a ocupar visible o violentamente Ryūkyū, o a controlar sus leyes o políticas.
La situación beneficiaba a las tres partes -el Gobierno Real ryukyuense, el daimyo Satsuma, y el shogunato Tokugawa- lo suficiente como para que interesara mantener a Ryūkyū como una nación tan extranjera e independiente como fuese posible. A los japoneses les estaba prohibido visitar Ryūkyū sin un permiso del shōgun, y a los ryukyuenses les estaba prohibido adoptar nombres, atuendos o usos japoneses. Incluso se les prohibía mostrar su conocimiento del idioma japonés en sus viajes a Edo; la familia Shimazu, del daimyo de Satsuma, logró un gran prestigio montando un espectáculo con un desfile del rey, sus oficiales y otra gente de Ryūkyu atravesando la ciudad de Edo. Como el único han que tenía un rey y todo un reino como vasallo, Satsuma aprovechó la exoticidad de Ryūkyū, reforzada por el hecho de ser un reino separado.[cita requerida]
Cuando el comodoro Matthew Calbraith Perry navegó hasta Japón para abrir relaciones comerciales con los Estados Unidos en la década de 1850, paró primero en Ryūkyū, como muchos marinos occidentales antes que él, y forzó al reino Ryūkyū a firmar tratados desiguales lo que abrió a los ryukyuenses al comercio estadounidense. Desde allí, continuó hasta Edo.[cita requerida]
Tras la revolución Meiji, el Gobierno meiji japonés abolió el reino Ryūkyū, anexionando oficialmente las islas a Japón como la prefectura de Okinawa el 11 de marzo de 1879.[cita requerida] El archipiélago Amami-Ōshima, integrado en el dominio Satsuma, se convirtió en parte de la prefectura de Kagoshima. El rey Shō Tai, el último rey ryukyuense, se mudó a Tokio y fue investido Marqués (ver kazoku), como otros muchos aristócratas japoneses, y murió allí en 1901.[cita requerida]

## Acontecimientos importantes
- 1372: El primer enviado de la dinastía Ming visita Okinawa, que había sido dividida en tres reinos, durante el período Sanzan. Empiezan las relaciones tributarias oficiales con la China Imperial.[6]

- 1416: Chūzan, guiado por Shō Hashi, ocupa Nakijin gusuku, capital de Hokuzan.[13]

- 1429: Chūzan ocupa Shimajiri Osato gusuku, capital de Nanzan, unificando Okinawa.  Shō Hashi establece el reino de Ryūkyū, mandando como rey, con capital en Shuri (ahora parte de la actual Naha).[13]

- 1470: Shō En (Uchima Kanemaru) establece la Segunda Dinastía Shō.[13]

- 1477: El tercer rey, Shō Shin, sube al trono.[13] Inicio de la edad dorada del reino.

- 1609 (5 de abril):  daimyō (Señor) de Satsuma en el sur de Kyūshū conquista el reino. El rey de Ryūkyū se convierte en vasallo de Japón.[13]

- 1624: El señor de Satsuma se anexiona las islas Amami.

- 1846: El Dr. Bernard Jean Bettelheim (d. 1870), un misionero protestante británico, llega al reino Ryūkyū[13] y establece el primer hospital extranjero en la isla en el Tempo Naminoue Gokoku-ji.

- 1853: El Comodoro Matthew Perry de la US Navy visita el reino.[13]  Betteleheim se va con Perry.

- 1866: La última misión oficial del Imperio Qing visita Ryūkyū.

- 1872: El nuevo gobierno japonés abole unilateralmente el reino Ryūkyū, y declara las islas parte del han de Ryūkyū, con Shō Tai (尚泰?) como cabeza del han.

- 1874: El último envío de tributos a China es despachado desde Naha.

- 1879: Japón reemplaza el han de Ryūkyū por la prefectura de Okinawa, anexando formalmente las islas.[13] Al rey Shō Tai (尚泰?) se le da el título de marqués (侯爵?) y es trasladado a Tokio.

## Lista de reyes ryukyuenses
| Monarca      | Kanji    | Reinado   | Estirpe          | Observaciones      |
| ------------ | -------- | --------- | ---------------- | ------------------ |
| Shunten      | 舜天     | 1187-1237 | Línea de Tenson  |                    |
| Shun Bajunki | 舜馬順熈 | 1238-1248 | Línea de Tenson  |                    |
| Gihon        | 義本     | 1249-1259 | Línea de Tenson  |                    |
| Eiso         | 英祖     | 1260-1299 | Línea de Eiso    |                    |
| Taisei       | 大成     | 1300-1308 | Línea de Eiso    |                    |
| Eiji         | 英慈     | 1309-1313 | Línea de Eiso    |                    |
| Tamagusuku   | 玉城     | 1314-1336 | Línea de Eiso    |                    |
| Seii         | 西威     | 1337-1354 | Línea de Eiso    |                    |
| Satto        | 察度     | 1355-1395 | -                |                    |
| Bunei        | 武寧     | 1396-1405 | -                |                    |
| Shō Shishō   | 尚思紹   | 1405-1421 | 1.ª dinastía Shō |                    |
| Shō Hashi    | 尚巴志   | 1422-1429 | 1.ª dinastía Shō | como rey de Chūzan |

| Monarca      | Kanji  | Reinado                  | Estirpe              | Observaciones                                                  |
| ------------ | ------ | ------------------------ | -------------------- | -------------------------------------------------------------- |
| Shō Hashi    | 尚巴志 | 1429-1439                | 1.ª dinastía Shō     | como rey ryukyuense                                            |
| Shō Chū      | 尚忠   | 1440-1442                | 1.ª dinastía Shō     |                                                                |
| Shō Shitatsu | 尚思達 | 1443-1449                | 1.ª dinastía Shō     |                                                                |
| Shō Kinpuku  | 尚金福 | 1450-1453                | 1.ª dinastía Shō     |                                                                |
| Shō Taikyū   | 尚泰久 | 1454-1460                | 1.ª dinastía Shō     |                                                                |
| Shō Toku     | 尚徳   | 1461-1469                | 1.ª dinastía Shō     |                                                                |
| Shō En       | 尚円   | 1470-1476                | 2.ª dinastía Shō     | llamado Kanamaru Uchima                                        |
| Shō Sen'i    | 尚宣威 | 1477                     | 2.ª dinastía Shō     |                                                                |
| Shō Shin     | 尚真   | 1477-1526                | 2.ª dinastía Shō     |                                                                |
| Shō Sei      | 尚清   | 1527-1555                | 2ª dinastía Shō      |                                                                |
| Shō Gen      | 尚元   | 1556-1572                | 2ª dinastía Shō      |                                                                |
| Shō Ei       | 尚永   | 1573-1586                | 2ª dinastía Shō      |                                                                |
| Shō Nei      | 尚寧   | 1587-1620                | 2ª dinastía Shō      | Invasión de Satsuma: primer rey vasallo a Satsuma              |
| Shō Hō       | 尚豊   | 1621-1640                | 2ª dinastía Shō      |                                                                |
| Shō Ken      | 尚賢   | 1641-1647                | 2ª dinastía Shō      |                                                                |
| Shō Shitsu   | 尚質   | 1648-1668                | 2ª dinastía Shō      |                                                                |
| Shō Shōken   | 尚象賢 | 1666-1673                | Sessei (1º ministro) | primer historiador ryukyuense                                  |
| Shō Tei      | 尚貞   | 1669-1709                | 2ª dinastía Shō      | llamado Shan Jing; vivió 1645-1709                             |
| Shō Eki      | 尚益   | 1710-1712                | 2ª dinastía Shō      | llamado Shang Ben; vivió 1678-1712                             |
| Shō Kei      | 尚敬   | 1713-1751                | 2ª dinastía Shō      | llamado Shang Jing; vivió 1700-1751                            |
| Sai On       | 蔡温   | 1751-1752                | Kokushi (regente)    | El mayor erudito ryukyuense e historiador; vivió 1682-1761     |
| Shō Boku     | 尚穆   | 1752-1795                | 2ª dinastía Shō      | llamado Shang Mu; vivió 1739-1795                              |
| Shō On       | 尚温   | 1796-1802                | 2ª dinastía Shō      | llamado Shang Wen; vivió 1784-1802                             |
| Shō Sei      | 尚成   | 1803-1804                | 2ª dinastía Shō      | llamado Shang Cheng; vivió 1783-1804                           |
| Shō Kō       | 尚灝   | 1804-1828                | 2ª dinastía Shō      | llamado Shang Hao; vivió 1787-1839                             |
| Shō Iku      | 尚育   | 1829-1847                | 2ª dinastía Shō      | llamado Shang Yu; vivió 1813-1847                              |
| Shō Tai      | 尚泰   | 1848-11 de marzo de 1879 | 2ª dinastía Shō      | llamado Shang Tai; vivió de 1843 a 1901; último rey Ryukyuense |